# Starzec i chłopiec
Starzec i chłopiec (także Starzec z wnukiem) – obraz włoskiego mistrza Domenica Ghirlandaia, namalowany około 1490. Obecnie jest wystawiony w Luwrze.
Obraz przedstawia starszego mężczyznę, florenckiego arystokratę (charakterystyczne cappuccio na jego ramieniu), przytulającego się do małego chłopca, prawdopodobnie jego wnuka. Nie zdołano określić tożsamości mężczyzny. Jego nos jest zniekształcony przez rhinophyma prawdopodobnie w przebiegu trądziku różowatego. Sztokholmskie Nationalmuseum w swoich zbiorach posiada inny portret tego samego mężczyzny autorstwa Ghirlandaia, na którym spoczywa on na łożu śmierci.